# Allium bakhtiaricum
Allium bakhtiaricum — вид рослин з родини амарилісових (Amaryllidaceae); ендемік Ірану.

## Поширення
Ендемік західного Ірану.